# نبرد دژ اوسان
اوسان‌سونگ، دومین سری از اقدامات نظامی امپراتور مونجامیونگ علیه شیلا بود،فرمانروای گوگوریو پس از نبردهای گذشته در حملات خود بازنگری کرده و اقدام به عملیات جدیدی کرد.

## جزئیات نبرد
در ژوئیه ۴۹۶ میلادی، نیروهای گوگوریو به قلعه اوسان‌سونگ شیلا حمله کردند. این حمله نشان‌دهنده تغییر استراتژی گوگوریو پس از شکست‌های قبلی در سال‌های ۴۹۴ و ۴۹۵ بود؛ گوگوریو به دنبال هدف قرار دادن قلعه‌ای در شیلا بود که پشتیبانی به موقع باکجه از آن دشوار باشد.
دفاع شیلا در این نبرد توسط ژنرال شیلجوک رهبری می‌شد که دستورات مستقیمی از پادشاه سوجی ماریپگان دریافت کرده بود. درگیری در منطقه‌ای به نام‌نیها رخ داد.
نتیجه این نبرد مورد مناقشه قرار گرفته است.
روایت اول: شیلا تحت فرماندهی ژنرال شیلجوک، گوگوریو را در نیها شکست داد و آنها را مجبور به عقب‌نشینی کرد.
روایت دوم: شیلا در نبرد اوسان‌سونگ شکست خورد و منابع آن تضعیف گردید.

### ادامه حملات
با وجود نتیجه مورد بحث نبرد ژوئیه ۴۹۶ میلادی، گوگوریو هدف استراتژیک خود را رها نکرد.کمی بیش از یک سال پس از حمله قبلی یعنی در اوت ۴۹۷ میلادی،گوگوریو حمله موفقیت‌آمیز دیگری را آغاز کرد،ارتش کاملا تحت فرماندهی و رهبری مونجامیونگ بود، او هیچ فرمانده ای را برای این نبرد انتخاب نکرد، و در نهایت قلعه اوسان‌سونگ شیلا را تصرف کرد.
تصرف نهایی اوسان‌سونگ توسط گوگوریو در سال ۴۹۷ میلادی، یک دستاورد ارضی مهم و یک پیروزی استراتژیک برای گوگوریو بود. این موفقیت منجر به توقف جنگ شدید و مداوم بین گوگوریو و شیلا برای تقریباً ۵۰ سال شد. این نشان‌دهنده توانایی گوگوریو در تطبیق استراتژی نظامی خود و بهره‌برداری از آسیب‌پذیری‌های احتمالی در اتحاد نا-جه(اتحاد ۱۰۰ ساله شیلا و بکجه) بود.